# Lobacsevszkij-díj
A Lobacsevszkij-díj a magyar Bolyai-díjhoz hasonlóan a kiemelkedő matematikai teljesítmények díjazására hívatott, amelyet Lobacsevszkij orosz matematikus emlékére hoztak létre.

## Története
Alekszandr Vasziljevics Vasziljev (1853–1929) orosz matematikus kezdeményezésére a 19. század végén Lobacsevszkij-alap jött létre azzal a céllal, hogy egy díj létrehozásához megteremtse a pénzalapot. Ez adakozásból meg is történt, majd az alap kamataiból osztották ki a kazanyi egyetem fizika-matematika társaságának Lobacsevszkij-díját. A díjat 1897-től osztják ki, eredetileg háromévente tervezték, de különféle okokból sokszor elmaradt.
Az 1909-es díjat Schlesinger Lajos kapta, egyedüli magyarként, amelyet azonban csak 1912-ben ítélték oda. A második világháború után a díjat a szovjet, később az orosz Akadémia ítéli oda. 1992-től a kazanyi egyetem Lobacsevszkij-érmet oszt ki.

## Díjazottak
Kazanyi Állami Egyetem
- Marius Sophus Lie (1897)
- Wilhelm Killing (1900)
- David Hilbert (1904)
- Schlesinger Lajos (1909, de csak 1912-ben ítélték oda)
- Friedrich Schur (1912)
- Hermann Weyl (1927)
- Élie Cartan és Viktor Vlagyimirovics Wagner (1937)

Szovjet Tudományos Akadémia
- Nyikolaj Vlagyimirovics Jefimov (1951)
- Alekszandr Daniljovics Alekszandrov (1951)
- Alekszej Vasziljevics Pogorelov (1959)
- Lev Szemjonovics Pontrjagin (1966)
- Heinz Hopf (1969)
- Pavel Szergejevics Alekszandrov (1972)
- Borisz Nyikolajevics Delaunay (1977)
- Szergej Petrovics Novjikov (1980)
- Herbert Busemann (1983)
- Andrej Nyikolajevics Kolmogorov (1986)
- Friedrich Hirzebruch (1989)

Orosz Tudományos Akadémia
- Vlagyimir Igorevics Arnold (1992)
- Grigorij Alekszandrovics Margulisz (1996)
- Jurij Grigorijevics Reszetnyak (2000)

Kazanyi Állami Egyetem – Lobacsevszkij-érem
- Alekszandr P. Norden, 1992
- Borisz P. Komrakov, 1997
- Mihail Leonyidovics Gromov, 1997
- Shiing-Shen Chern, 2002
- Richard Schoen, 2017
- Daniel Wise, 2019
- Idzsad Szabitov, 2021